# Список вооружения российско-украинской войны
Эта статья о вооружении и технике, использовавшихся в российско-украинской войне между Украиной и вооруженными силами России и подконтрольных ей ДНР и ЛНР, начиная с 2014 года, включая вторжение России в Украину.
На ранних этапах войны вооружение обеих сторон преимущественно состояло из советской техники и такого же стрелкового вооружения, как, например, танки Т-72 или автоматы АК-74. Однако, спустя некоторое время на поле боя у украинской стороны начали появляться созданные военно-промышленным комплексом Украины танки, БТР'ы и различное образцы стрелкового оружия, например Т-84, БМ "Оплот" или винтовка Вулкан - М. Также расширению используемой техники поспособствовала иностранная военная помощь Украине от США, Великобритании, Литвы, Латвии, Эстонии, Польши, государств - членов НАТО и других. Количество отправляемой техники и оружия особенно выросло после начала полномасштабного вторжения РФ в Украину в 2022 году. Тогда же у сил России и непризнанных республик были замечены новейшие разработки ОПК РФ, такие как танки Т-90 или истребители-бомбардировщики Су-34.

## Вооружение ВС России и подконтрольных ей образований

### Пехотное оружие

#### Пистолеты и револьверы
- Наган — револьвер Российской Империи
- ПМ — советский полуавтоматический пистолет
- АПС — советский автоматический пистолет
- ТТ-33 — советский полуавтоматический пистолет
- ГШ-18 — российский полуавтоматический пистолет
- МР-443 Грач — российский полуавтоматический пистолет
- СР-1 Гюрза — российский полуавтоматический пистолет

#### Пистолеты-пулеметы
- ППШ-41 — советский пистолет-пулемет
- ППС-43 — советский пистолет-пулемет
- ОЦ-02 Кипарис — советский пистолет-пулемет

#### Винтовки с продольно-скользящим затвором
- Винтовка Мосина — винтовка с продольно-скользящим затвором Российской Империи

#### Полуавтоматические винтовки
- СКС — советский полуавтоматический карабин
- Beretta Cx4 Storm — итальянский полуавтоматический карабин
- Застава М59/66 ПАП — югославский полуавтоматический карабин

#### Автоматы
- АКМ — советский автоматический карабин
- АК-74 — советский автоматический карабин
- АК-74М — российская автоматическая винтовка
- АН-94 — российская автоматическая винтовка
- АК-103 — российская автоматическая винтовка
- АК-105 — российская автоматическая винтовка
- АК-12 — российская автоматическая винтовка
- АС Вал — российская автоматическая винтовка со встроенным глушителем

#### Высокоточные винтовки
- СВД — советская снайперская самозарядная винтовка
- СВДМ — российская модификация СВД
- ВСС — советская винтовка со встроенным глушителем
- СВ-98 — советская снайперская винтовка с продольно-скользящим поворотным затвором
- Т-5000 — российская снайперская винтовка с продольно-скользящим затвором

#### Крупнокалиберные винтовки
- ПТРД-41 — советское противотанковое ружьё.
- ПТРС-41 — советское противотанковое ружьё
- КСВК — российская крупнокалиберная снайперская винтовка

#### Пулеметы
- ДП-27 — советский ручной пулемет
- РПД — советский ручной пулемет
- РПК — советский ручной пулемет
- РПК-74 — советский ручной пулемет
- РПК-74М — советский ручной пулемет
- ПК — советский универсальный пулемет
- ПКМ — советский универсальный пулемет.
- ПКП Печенег — российский универсальный пулемет.
- Пулемёт Максима ПМ1910 — станковый пулемёт Российской Империи
- ДШК — советский крупнокалиберный пулемет
- КПВ — советский крупнокалиберный пулемет
- НСВ — советский крупнокалиберный пулемет
- Корд — российский крупнокалиберный пулемет.

#### Гранаты
- РГ-41 — советская осколочная граната.
- Ф-1 — советская осколочная граната.
- РГД-5 — советская осколочная граната.
- РГН — советская осколочная граната.

#### Гранатометы
- ГП-25 Костёр — советский подствольный гранатомет.
- ГМ-94 — российский помповый гранатомет.
- АГС-17 Пламя — советский автоматический гранатомёт.

#### Мины
- МОН-50
- МОН-90
- ОЗМ-72
- МОН-100
- ТМ-62

#### Противотанковые гранатомёты
- РПГ-7 — советский многоразовый реактивный гранатомёт
- РПГ-18 Муха — советский одноразовый реактивный гранатомёт
- РПГ-22 Нетто — советский одноразовый реактивный гранатомёт
- РПГ-26 Аглен — советский одноразовый реактивный гранатомёт
- РПГ-28 Клюква — российский одноразовый реактивный гранатомёт
- РПГ-29 Вампир — советский многоразовый реактивный гранатомёт
- РПГ-30 Крюк — российский одноразовый реактивный гранатомёт
- ТОиР — российский одноразовый реактивный гранатомёт
- СПГ-9 Копье — советское безоткатное ружье

#### Противотанковые управляемые ракеты
- 9К111 Фагот — советский противотанковый ракетный комплекс с проводным управлением
- 9К114 Штурм — советский противотанковый ракетный комплекс проводным управлением
- 9К115 Метис — советский противотанковый ракетный комплекс проводным управлением
- 9М113 Конкурс — российский противотанковый ракетный комплекс с проводным управлением
- 9М133 Корнет — российский противотанковый ракетный комплекс с лазерным наведением

#### ПВО
- 9К32 Стрела-2 — советский переносной зенитно-ракетный комплекс
- 9К34 Стрела-3 — советский переносной зенитно-ракетный комплекс
- 9К38 Игла — советский переносной зенитно-ракетный комплекс
- 9К333 Верба — российский переносной зенитно-ракетный комплекс
- «Гарпия» — противодронное ружьё

#### Пехотные миномёты
- 2Б14 Поднос — советский миномёт
- 2Б11 Сани — советский возимый миномёт
- 2Б9 Василек — советский возимо-буксируемый миномёт

### Артиллерия

#### Буксируемая артиллерия
- 2Б16 «Нона-К» — советская буксируемая артиллерийское орудие
- 2А18 (Д-30) — советская буксируемая гаубица [1]
- Д-20 — советская буксируемая гаубица
- Д-1 — советская буксируемая гаубица
- М-46 — советская буксируемая пушка
- 2А36 Гиацинт-Б — советская буксируемая гаубица
- 2А65 Мста-Б — советская буксируемая гаубица [1]

#### Самоходная артиллерия
- 2С1 Гвоздика — советская самоходная артиллерийская установка [1]
- 2С3 Акация — советская самоходная артиллерийская установка [1]
- 2С4 Тюльпан — советский самоходный миномёт [1]
- 2С5 Гиацинт-С - самоходная артиллерийская установка
- 2С7 Пион / 2С7М Малка — советская самоходная артиллерийская установка
- 2С9 Нона — советская самоходная артиллерийская установка
- 2С19 Мста-С — советская самоходная артиллерийская установка [1]
- 2С23 «Нона-СВК» — советская самоходный миномёт [1]
- 2С34 «Хоста» — российская самоходное артиллерийское орудие
- 2С43 Мальва — российская самоходная артиллерийская установка

#### Реактивная артиллерия
- БМ-21 Град — советская реактивная система залпового огня [1]
- БМ-27 Ураган — советская реактивная система залпового огня [1]
- БМ-30 Смерч — советская реактивная система залпового огня
- 2Б17 Торнадо — российская реактивная система залпового огня [1]
- ТОС-1 Солнцепёк — российская огнемётная реактивная система залпового огня [1][2]

#### Противотанковые буксируемые орудия
- 2А19 (МТ-12) Рапира — советская буксируемая противотанковая пушка [1]

#### Ракеты и ракетные комплексы
- ОТР-21 Точка — советский тактический ракетный комплекс [3][4][5]
- 9К720 Искандер — российский оперативно-тактический ракетный комплекс
- 3М-54 Калибр — российская крылатая ракета
- П-800 Оникс — российская противокорабельная ракета
- Х-47М2 Кинжал — российская гиперзвуковая крылатая ракета
- Орешник (ракета) – Российская  межконтинентальная баллистическая ракета

### Техника

#### Танки
- Т-55 - советский основной боевой танк
- Т-62 - советский основной боевой танк
- Т-64 — советский основной боевой танк [1]
- Т-72 — советский основной боевой танк [1]
- Т-72Б3 — советский/российский основной боевой танк [1]
- Т-80 — советский основной боевой танк [1]
- Т-80У — советский основной боевой танк
- Т-80БВМ — российский основной боевой танк
- Т-90 — российский основной боевой танк [1]
- Т-90М — российский основной боевой танк
- Т-14 - российский основной боевой танк
- БМПТ-72 — российская боевая машина поддержки танков

#### Боевые машины пехоты
- БМП М2"Брэдли" - американская гусеничная боевая машина пехоты [6]
- БМП-1 — советская гусеничная боевая машина пехоты [1]
- БМП-2 — советская гусеничная боевая машина пехоты [1]
- БМП-3 — советская / российская гусеничная боевая машина пехоты [1]
- БМД-1 — советская десантная гусеничная боевая машина пехоты
- БМД-2 — советская десантная гусеничная боевая машина пехоты [1]
- БМД-3 — советская / российская десантная гусеничная боевая машина пехоты
- БМД-4 — российская десантная гусеничная боевая машина пехоты [1]

#### Бронетранспортеры
- МТ-ЛБ — советский гусеничный бронетранспортер [1]
- БТР-50 — советский гусеничный бронетранспортер
- БТР-60 — советский колесный бронетранспортер
- БТР-70 — советский колесный бронетранспортер [1]
- БТР-80 — советский колесный бронетранспортер [1]
- БТР-82 — российский колесный бронетранспортер [1]
- БТР-90 — российский колесный бронетранспортер
- БТР-МДМ — российский авиадесантный гусеничный бронетранспортёр
- БТР-Д — советский авиадесантный гусеничный бронетранспортёр [1]
- БМО-Т — российский тяжёлая боевая машина огнемётчиков
- ДТ-30 Витязь — советский двухзвенный вездеход

#### Разведывательно-дозорные машины
- БРДМ-2 — советский бронеавтомобиль

#### Противотанковые ракетные комплексы
- «Хризантема-С» — российская самоходный противотанковый ракетный комплекс

#### Мобильность пехоты и противоминно-засадные машины
- Урал-ВПК — российский бронеавтомобиль
- КамАЗ-63968 — российский противоминно-засадный автомобиль [1]
- Урал-63095 — российский противоминно-засадный автомобиль
- КАМАЗ-43269 — российский противоминно-засадный автомобиль
- ГАЗ-2330 — российский бронеавтомобиль [1]
- 3-Стс Ахмат — российский бронеавтомобиль
- ГАЗ-3937 — российский бронеавтомобиль
- Iveco LMV — итальянско-российская бронемашина
- УАЗ-23632-148 Есаул — российский бронированный внедорожник

#### Инженерные и связные машины
- БТР-Д
- УР-77 Метеорит
- БАТ-2
- БРЭМ-1
- БРЭМ-К БРЭМ-Ч
- РЭМ-КЛ
- ИМР-2
- ТММ-3
- МТУ-72
- PMP
- ПТС-3
- КамАЗ-5350 [1]
- Урал-4320 [1]

#### РЭБ
- Борисоглебск 2[1]
- Переносной блокиратор дронов ГАРПИЯ 140W[7]
- Подавитель ГНСС ЛГШ-600 «ЦИЛИНДР»

#### Грузовые автомобили повышенной проходимости
- Камаз-4310 — советский военный грузовик
- КрАЗ-255 — советский военный грузовик
- КрАЗ-260 — советский военный грузовик
- ГАЗ-66 — советский военный грузовик [1]
- ГАЗ-3308 Садко — российский военный грузовик [1]
- Урал-375 — советский военный грузовик
- Урал-4320 — советский военный грузовик [1]
- ЗиЛ-131 — советский военный грузовик [1]
- ЗиЛ-157 — советский военный грузовик
- УАЗ-452 — российский легкий внедорожник
- УАЗ-469 — российский легкий внедорожник
- УАЗ-3163 Патриот — российский легкий внедорожник [1]
- ПТС — советский плавающий транспортер

### ПВО
- С-300В — советская Зенитно-ракетный комплекс
- ЗСУ-23-4 Шилка — советская Зенитная самоходная установка
- 2К22 Тунгуска — советский зенитный ракетно-пушечный комплекс
- 9К33 Оса — советский зенитный ракетный комплекс [1]
- 9К35 Стрела-10 — советский зенитный ракетный комплекс
- 9А310М1 «Бук» — советский зенитный ракетный комплекс [1]
- 9К330 Тор — советский зенитный ракетный комплекс [1]
- Панцирь-С1 — российский зенитный ракетно-пушечный комплекс [1]

### Поезда
- Бронепоезд

### Воздушная техника

#### Самолёты
- Ан-26 — советский военно-транспортный самолёт [8]
- МиГ-31 — советский истребитель-перехватчик
- Су-24 — советский фронтовой бомбардировщик
- Су-25 — советский штурмовик [8]
- Су-27 — советский многоцелевой истребитель
- Су-30 — советский многоцелевой истребитель [8]
- Су-34 — российский истребитель-бомбардировщик
- Су-35 — российский многоцелевой истребитель [8][9]
- Су-57 — российский малозаметный многоцелевой истребитель
- Ту-22М — советский сверхзвуковой ракетоносец-бомбардировщик
- Ту-95 — советский стратегический бомбардировщик-ракетоносец

#### Вертолеты
- Ми-8 — советский многоцелевой вертолёт [8]
- Ми-24 — советский ударный вертолёт [8]
- Ми-26 — советский тяжёлый транспортный вертолёт
- Ми-35 — российский транспортно-боевой вертолёт [8]
- Ми-28 — российский ударный вертолёт [8]
- Ка-52 — российский разведывательно-ударный вертолёт [8]

#### БПЛА
- Орион — российский разведывательно-боевой беспилотный летательный аппарат [8]
- Орлан-10 — российский разведывательный беспилотный летательный аппарат [8]
- Орлан-30 — российский разведывательный беспилотный летательный аппарат [8]
- Элерон-3 — российский разведывательный беспилотный летательный аппарат [8]
- Тахион — российский разведывательный беспилотный летательный аппарат [8]
- Форпост — российская лицензионная копия израильского разведывательного беспилотного летательного аппарата IAI Searcher [8]
- Е95М — российский беспилотник-мишень
- КБЛА-ИВТ — российский беспилотник-мишень с возможностью вертикального взлета и посадки
- Герань-2 — дрон-камиказде который поставил Иран России

### Корабли
- Москва — крейсер проекта 1164 "Атлант" (потоплен) [10]
- Василий Быков — Сторожевой корабль проекта 22160
- Саратов — большой десантный корабль проекта 1171 "Тапир" (потоплен) [10]
- Орск — большой десантный корабль проекта 1171 "Тапир"
- Цезарь Куников — большой десантный корабль проекта 775 (потоплен)
- Новочеркасск — десантный корабль проекта 775
- Адмирал Эссен — фрегат проекта 11356Р/М
- Коммуна — спасательный корабль

## Техника ВС Украины

### Индивидуальное снаряжение

#### Шлемы
- СШ-40
- СШ-60
- СШ-68
- Шлем Mk 6
- Шлем Mk 7
- Шлем PASGT
- Шлем FAST
- Hjälm 90
- WZ 2005 [11]

#### Рации
- Hytera TC 620

### Пехотное оружие

#### Пистолеты и револьверы
- Наган — револьвер Российской Империи
- ПМ — советский полуавтоматический пистолет
- АПС — советский автоматический пистолет
- ТТ-33 — советский полуавтоматический пистолет
- ПБ — советский полуавтоматический пистолет с интегрированным глушителем
- АПС — советский автоматический пистолет
- ТК — советский полуавтоматический пистолет
- ПСМ — советский полуавтоматический пистолет
- МКМ — советский полуавтоматический пистолет
- Форт-12 — украинский полуавтоматический пистолет
- Форт-14 — украинский полуавтоматический пистолет
- Форт-15 — украинский полуавтоматический пистолет
- Форт-17 — украинский полуавтоматический пистолет
- Форт-21 — украинский полуавтоматический пистолет
- Форт-28 — украинский полуавтоматический пистолет
- Colt Delta Elite — американский полуавтоматический пистолет
- CZ 75 — чехословацкий полуавтоматический пистолет
- CZ 82 — чехословацкий полуавтоматический пистолет
- Glock 17 — австрийский полуавтоматический пистолет
- Beretta М9 — итальянский полуавтоматический пистолет
- Kimber R7 Mako — полуавтоматический пистолет

#### Пистолеты-пулеметы
- ППД-40 — советский пистолет-пулемет
- ППШ-41 — советский пистолет-пулемет
- ППС-43 — советский пистолет-пулемет
- Scorpion vz. 61 — чехословацкий пистолет-пулемет
- HK MP5 — немецкий пистолет-пулемет
- MP 40 — немецкий пистолет-пулемет
- Форт-224 — украинский пистолет-пулемет
- Agram 2000 — хорватский пистолет-пулемет
- KRISS Vector — американский пистолет-пулемет

#### Винтовки с продольно-скользящим затвором
- Винтовка Мосина — винтовка с продольно-скользящим затвором Российской Империи
- Винтовка Мосина (карабин) — карабин с продольно-скользящим затвором Российской Империи
- ТОЗ — советская однозарядная винтовка с продольно-скользящим затвором
- PGW Defence LRT-3 — канадская крупнокалиберная снайперская винтовка с продольно-скользящим затвором

#### Полуавтоматические винтовки
- СВТ-40 — советская полуавтоматическая марксманская винтовка
- СКС — советская полуавтоматическая марксманская винтовка
- Ruger Mini-14 — американская полуавтоматическая марксманская винтовка
- Kel-Tec SUB-2000 — американская полуавтоматическая марксманская винтовка

#### Боевые винтовки
- АВС-36 — советская боевая винтовка
- Sturmgewehr 57 — швейцарская боевая винтовка
- HK G3 — западногерманская боевая винтовка
- M14 — американская боевая винтовка

#### Штурмовые винтовки
- АК-47 — советская автоматическая винтовка
- АКМ — советская автоматическая винтовка
- АКМ-С — советская автоматическая винтовка
- АК-63 — венгерская копия винтовки АКМ
- АК-74 — советская автоматическая винтовка
- АК-74М — российская автоматическая винтовка
- АКС-74У — советская автоматическая винтовка
- Ан-94 — российская автоматическая винтовка
- АК-12 — российская автоматическая винтовка
- АК-103 — российская автоматическая винтовка
- АС Вал — российская автоматическая винтовка со встроенным глушителем
- Вулкан-М — украинская автоматическая винтовка
- Vz. 58 — чехословацкая автоматическая винтовка
- FN FNC — бельгийская автоматическая винтовка, отправленная в качестве военной помощи из Бельгии.
- Zastava M70 — югославская автоматическая винтовка, переданная в качестве военный помощи из Хорватии [12]
- SIG Sauer MCX
- Форт-221 — украинская автоматическая винтовка
- Форт-227 — украинская автоматическая винтовка
- Форт-228 — украинская автоматическая винтовка
- Форт-229 — украинская автоматическая винтовка
- M4 – WAC-47 — украинская автоматическая винтовка
- Зброяр Z-10 — украинская автоматическая винтовка
- Зброяр Z-15 — украинская автоматическая винтовка
- CZ 805 — чешская автоматическая винтовка
- Steyr AUG — австрийская автоматическая винтовка
- SCAR-L — бельгийская автоматическая винтовка
- PM md.63/65 — румынская автоматическая винтовка
- PA md. 86 — румынская автоматическая винтовка
- FB Tantal — польская автоматическая винтовка
- M4 — американский автоматическая карабин
- Adams Arms P1 — американская автоматическая винтовка
- Remington ACR — американская автоматическая винтовка

#### Высокоточные винтовки
- СВД — советская полуавтоматическая марксманская винтовка
- ВСС — советская марксманская винтовка со встроенным глушителем
- Гопак-61
- Зброяр Z-008 — украинская снайперская винтовка
- Зброяр VPR-308 — украинская снайперская винтовка
- Зброяр Z-10 — украинский карабин
- Форт-301 — украинская снайперская винтовка
- Форт-222 — украинская автоматическая винтовка
- Brugger & Thomet APR 308 — швейцарская снайперская винтовка
- CZ 452
- Remington 700 — американская снайперская винтовка
- Steyr SSG 69 — австрийская снайперская винтовка
- PSL — румынская снайперская винтовка
- FR-F2 — французская снайперская винтовка
- Blaser R93 — немецкая снайперская винтовка
- Cadex Defense CDX-33 — канадская снайперская винтовка
- AWM — британская снайперская винтовка
- Accuracy International AX — британская снайперская винтовка
- Barrett М82 — американская снайперская винтовка
- Barrett М95 — американская снайперская винтовка
- Barrett М98 — американская снайперская винтовка
- Barrett М99 — американская снайперская винтовка
- Barrett М107 — американская снайперская винтовка
- Sako TRG — финская снайперская винтовка
- Tikka T3 — финская снайперская винтовка
- Savage Arms Model 10 BA
- Kimber Model 84
- DT SRS — американская снайперская винтовка
- ZVI Falcon — чешская снайперская винтовка
- Snipex T-Rex — украинская снайперская винтовка
- Snipex Alligator — украинская снайперская винтовка
- Desert Tech HTI
- Steyr HS .50 — австрийская снайперская винтовка
- Bushmaster BA50
- TASKO 7ET3
- SGM-12.7
- McMillan TAC-50 — американская снайперская винтовка
- ПТРД-41 — советское противотанковое ружьё
- ПТРС-41 — советское противотанковое ружьё

#### Дробовики
- Mossberg 500 — американский помповый дробовик [13]
- Benelli M4 — итальянский полуавтоматический дробовик

#### Пулеметы
- ДП-27
- РП-46
- РПД
- РПК
- РПК-74
- Zastava М77
- Beretta MG 42/59
- Rheinmetall MG 3
- Heckler & Koch MG4
- CETME Ameli
- Форт-401
- UK vz. 59
- FN Minimi
- M240
- ПК
- ПМ М1910/30
- ДС-39
- ДШК
- НСВ
- М2
- КПВ

#### Сигнальные
- РСП-30

#### Гранаты
- ВОГ-25
- РГД-5
- Ф-1
- РДГ-2
- РГН
- РГО
- РКГ-3
- M67
- L109
- DM41А1

#### Мины
- PARM
- ПФМ-1

#### Станковые гранатометы
- Mk 19
- УАГ-40
- АГС-17
- ГП-25
- Форт-600
- M203

#### Ручные гранатометы и ракетные комплексы
- СПГ-9
- РПГ-7
- РПГ-16
- РПГ-18
- РПГ-22
- РПГ-26
- РПГ-29
- РПГ-75
- PSRL-1 — переданы в качестве военной помощи из США [14]
- 9К115 Метис
- 9К115-2 Метис-М
- 9М117 Бастион
- Карл Густав
- M72 LAW — американская одноразовый противотанковый реактивный гранатомёт [15][16][17]
- Panzerfaust 3 — западногерманская одноразовая противотанковый реактивный гранатомёт [18][19]
- ДРТГ-73
- АТ4 — шведская реактивная граната одноразового использования.[20]
- 9М111 Фагот
- 9М113 Конкурс
- РК-3 Корсар
- 9К11 Малютка
- Скиф [21]
- М141 БДМ
- NLAW — британо-шведский одноразовый противотанковый ракетный комплекс [22][23]
- Piorun[24]
- FGM-148 Javelin — американский противотанковый ракетный комплекс [13][25][26]
- 9К38 Игла — советский переносной зенитно-ракетный комплекс
- 9К32 Стрела-2 — советский переносной зенитно-ракетный комплекс
- 9К34 Стела-3 — советский переносной зенитно-ракетный комплекс
- МИЛАН [27]
- FIM-92 Stinger — американский переносной зенитно-ракетный комплекс [13][19][28][29]
- Инсталаза С90 [30][31]
- АПИЛАС
- Starstreak [32]
- Мистраль [33]
- 2А19 (Т-12) Рапира
- МАТАДОР
- Алкотан-100
- Скиф (противотанковая управляемая ракета)
- RGP-40 — переданы в качестве военной помощи из Польши [34]
- Стугна-П - украинский противотанковый ракетный комплекс

#### Огнеметы
- Шмель
- РПВ-16

#### Минометы
- ЛМП-2017
- 2С9 Нона

### Артиллерия

#### Буксируемая артиллерия
- МТ-12 [35]
- 152-мм гаубица 2А65 Мста-Б [35]
- 2А36 Гиацинт-Б [35]
- 152-мм буксируемая пушка-гаубица обр.1955 г. (Д-20) [35]
- 122-мм гаубица 2А18 (Д-30) [35]
- M119 — американская 105-мм гаубица
- L119 — британская 105-мм гаубица
- 155-мм гаубица M114 — американская 155-мм гаубица. 5 единиц были переданы Португалией.
- FH70 — итальянская 155-мм гаубица
- TRF1 — французская 155-мм гаубица
- Гаубица M777 — американская 155-мм гаубица [36]
- Pv-1110 — шведское 90-мм безоткатное орудие.

#### Самоходная артиллерия

##### Украинская
- 2С22 Богдана — украинская самоходная гаубица [37]

##### Советская/Российская
- 2С9 "Нона-С" — советскаясамоходная артиллерийско-минометная установка
- 2С23 "Нона-СВК" — советская самоходная артиллерийская установка. Несколько единиц были захвачены украинской стороной во время контрнаступления на востоке Украины.
- 2С34 "Хоста" — российская самоходная артиллерийская установка. Несколько единиц были захвачены Вооружёнными силами Украины в ходе контрнаступления в Харьковской области.
- 2С1 Гвоздика — советская самоходная гаубица [35]
- 2С19 Мста — советская самоходная гаубица [35]
- 2С3 Акация — советская самоходная артиллерийская установка [35]
- 2С7 Пион — советская самоходная артиллерийская установка [35]
- 2С5 Гиацинт-С — советская самоходная артиллерийская установка [35]

##### Иностранные
- Zuzana — словацкая самоходная артиллерийская установка
- AHS Krab — польская самоходная гаубица
- AS-90 — британская самоходная гаубица
- Caesar — французская самоходная артиллерийская установка [38]
- M109 — американская самоходная гаубица [39]
- PzH 2000 — немецкая самоходная гаубица [39][40]

#### Реактивные системы залпового огня

##### Украинские
- Ольха — украинская реактивная система залпового огня
- Верба — украинская реактивная система залпового огня
- Буран — украинская реактивная система залпового огня

##### Советские/Российские
- БМ-30 Смерч — советская реактивная система залпового огня
- БМ-21 Град — советская реактивная система залпового огня [35]
- БМ-27 Ураган — советская реактивная система залпового огня [35]
- ТОС 1А "Солнцепëк" — российская реактивная система залпового огня. Несколько единиц были захвачены украинской стороной.[1][41][42]
- Торнадо — российская реактивная система залпового огня. Несколько единиц были захвачены украинской стороной.[1]

##### Иностранные
- RM-70 — чехословацкая реактивная система залпового огня
- M142 HIMARS — американская реактивная система залпового огня
- M270 MLRS — американская реактивная система залпового огня на гусеничном шасси.

#### Ракеты и ракетные комплексы

##### Украинские
- Гром-2 — перспективный украинский оперативно-тактический ракетный комплекс.
- Р-360 Нептун — украинская противокорабельная ракета

##### Советские/Российские
- ОТР-21 Точка — советский тактический ракетный комплекс

##### Иностранные
- Brimstone Sea Spear — британская противокорабельная ракета
- AGM-88 HARM — американская противорадиолокационная ракета.
  - Storm Shadow - Британская крылатая ракета  • AMD 160 MALD - Ракета/БПЛА-ложная цель для отвлечения систем ПВО противника

### Транспорт

#### Танки

##### Украинские
- Т-64БМ — украинская модификация советского основного боевого танка Т-64
- Т-84 — украинский основной боевой танк
- БМ "Оплот" — украинский основной боевой танк

##### Советские/Российские
- Т-62 — советский основной боевой танк.
- Т-64 — советский основной боевой танк [35]
- Т-72 — советский основной боевой танк [35]
- Т-72Б3 — российский основной боевой танк [1][35]
- Т-80 — советский основной боевой танк. Т-80. В том числе Т-80БВМ был захвачен и принят на вооружение[43]
- Т-90 — российский основной боевой танк[44]. В том числе Т-90М был захвачен и принят на вооружение[43]

##### Иностранные
- M-55S — словенская модернизация Т-55А выполненная израильской компанией Elbit Systems
- PT-91 — польский основной боевой танк, глубокая модернизация советского танка Т-72
- М-84 — югославский основной боевой танк
- AMX-10RC — французский колёсный танк
- Leopard 1 — немецкий основной боевой танк
- Леопард 2 — немецкий основной боевой танк
- Strv 122 — шведский  лицензированный танк Леопард 2А5
- Челленджер 2 — британский основной боевой танк
- M1A2 - американский основной боевой

#### Боевые машины пехоты

##### Украинские
- БТР-4 — украинская колесная боевая машина пехоты [35]

##### Советские/Российские
- БМП-1 — советская гусеничная боевая машина пехоты [35]
- БМП-2 — советская гусеничная боевая машина пехоты [35]
- БМД-1 — советская авиадесантная гусеничная боевая машина пехоты
- БМД-2 — советская авиадесантная гусеничная боевая машина пехоты [35]

##### Иностранные
- Pbv-501 — немецко-чешско-шведская модификация БМП-1. Поставлены Чехией в апреле 2022 г.[45]

#### Бронетранспортеры и бронемашины

##### Украинские
- БТР-3 — украинский колесный бронетранспортер
- БТР-70М — украинская модификация БТР-70
- БТР-7 — украинская модификация БТР-70

##### Советские/Российские
- БТР-60 — советский колесный бронетранспортер
- БТР-70 — советский колесный бронетранспортер
- БТР-80 — советский колесный бронетранспортер
- БТР-82 — российская модификация БТР-80.
- МТ-ЛБ — советский гусеничный бронетранспортер
- БРДМ-2 — советская бронированная разведывательно-дозорная машина
- БРМ-1К — советская боевая разведывательная машина
- Ракушка — российский бронетранспортёр.
- БТР-Д — советский авиадесантный бронетранспортёр.

##### Иностранные
- AT105 «Саксон» — британский колесный бронетранспортер
- Mowag Piranha — швейцарский колесный бронетранспортер
- FV103 Spartan — британский гусеничный бронетранспортёр
- VAB - французский колёсный бронетранспортёр
- Stryker — американский колёсный бронетранспортёр
- M1117 Armored Security Vehicle — американский бронетранспортёр
- FV430 — британская версия бронетранспортёра М113
- M113 — американский гусеничный бронетранспортер [39][46][47]
- YPR-765 — голландский гусеничный бронетранспортер на базе M113

#### Бронеавтомобили

##### Украинские
- Казак — украинский бронеавтомобиль
- Варта — украинский бронеавтомобиль
- Новатор — украинский бронеавтомобиль
- Барс 8 — украинский бронеавтомобиль
- КрАЗ-6322 «Раптор» — украинский бронеавтомобиль
- Cougar — украинский бронеавтомобиль (разработан в Канаде)

##### Советские/Российские
В ходе боевых действий были захвачены следующие модели бронеавтомобилей:
- КамАЗ-43269 — российский бронеавтомобиль
- КамАЗ-63968 — российский бронеавтомобиль
- Линза — российский бронеавтомобиль
- Рысь — российский бронеавтомобиль
- Тигр — российский бронеавтомобиль

##### Иностранные
- Mastiff  — британская модификация американской бронемашины Cougar
- Wolfhound
- International MXT-MV
- Pinzgauer Vector
- Mamba APC
- Humvee — американская бронемашина
- International MaxxPro — американская бронемашина
- Cougar — американская бронемашина
- BMC Kirpi (Турция)
- Senator (Канада)
- Bushmaster (Австралия)
- Dingo ATF (Германия)
- ACMAT Bastion (Франция)
- Iveco LMV (Италия)
- Арлан — многоцелевая бронированная колесная машина, произведённая «Казахстан Парамаунт Инжиниринг (Казахстан)[48][49]